# Pristimantis marahuaka
Pristimantis marahuaka é uma espécie de anfíbio anuros da família Strabomantidae. Está presente na Venezuela. A UICN classificou-a como vulnerável.